# Округ Хендерсон (Кентаки)
Округ Хендерсон (енгл. Henderson County) је округ у америчкој савезној држави Кентаки.

## Демографија
По попису из 2010. године број становника је 46.250, што је 1.421 (3,2%) становника више него 2000. године.
| Група             | 2000.          | 2010.          |
| Белци             | 40.643 (90,7%) | 40.773 (88,2%) |
| Афроамериканци    | 3.181 (7,1%)   | 3.590 (7,8%)   |
| Азијати           | 148 (0,3%)     | 196 (0,4%)     |
| Хиспаноамериканци | 433 (1,0%)     | 858 (1,9%)     |
| Укупно            | 44.829         | 46.250         |